# Teresa Ciepły
Teresa Barbara Ciepły (nacida Teresa Wieczorek, Polonia, 19 de octubre de 1937-8 de marzo de 2006) fue una atleta polaca, especializada en la prueba de 4 x 100 m en la que llegó a ser campeona olímpica en 1964.

## Carrera deportiva
En los JJ. OO. de Tokio 1964 ganó la medalla de oro en los relevos 4 x 100 metros, con un tiempo de 43.6 segundos que fue récord olímpico, llegando a meta por delante de Estados Unidos y Reino Unido, siendo sus compañeras de equipo: Irena Kirszenstein, Halina Górecka y Ewa Kłobukowska.